# Fabrizio Romano (giornalista)
Fabrizio Romano (Napoli, 21 febbraio 1993) è un giornalista sportivo italiano.
Specializzato nel calciomercato, nel 2022 e nel 2023 ha vinto il Globe Soccer Award come miglior giornalista sportivo dell'anno.

## Biografia

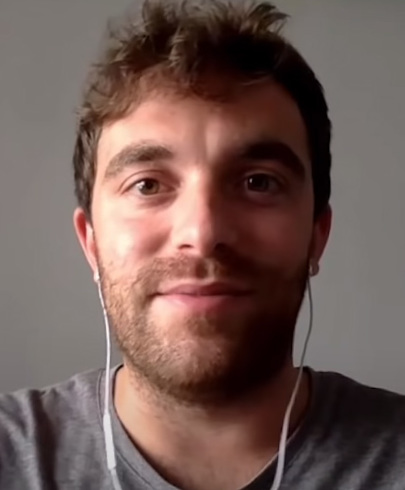
Fabrizio Romano nel 2020

Nato a Napoli il 21 febbraio 1993, ha frequentato l'Università Cattolica del Sacro Cuore di Milano, conseguendo la laurea in scienze della comunicazione.

## Carriera
All'età di sedici anni, mentre frequentava il liceo, ha iniziato a scrivere notizie di calcio per FcInterNews.it.
Nel 2011 ha ricevuto informazioni privilegiate da un procuratore italiano riguardo al trasferimento del giovane calciatore Mauro Icardi dal Barcellona alla Sampdoria.
Nel 2013 era entrato a far parte della redazione di Sky Sport, occupandosi prevalentemente di calciomercato. Lasciata la TV italiana sportiva, nel 2018 diventò collaboratore del quotidiano inglese The Guardian.
Nel 2022 e nel 2023 è stato inserito dalla rivista statunitense Forbes nella lista dei trenta giovani più influenti d'Europa ed ha vinto il Globe Soccer Award come miglior giornalista sportivo dell'anno sia nel 2022 che nel 2023; grazie al suo grande seguito sui Social Media, soprattutto per il suo motto, Here We Go!, diverse squadre professionistiche lo hanno spesso incluso nei video di presentazione dei propri calciatori. Nel 2025 ritorna su DAZN.